# Jason Bartsch

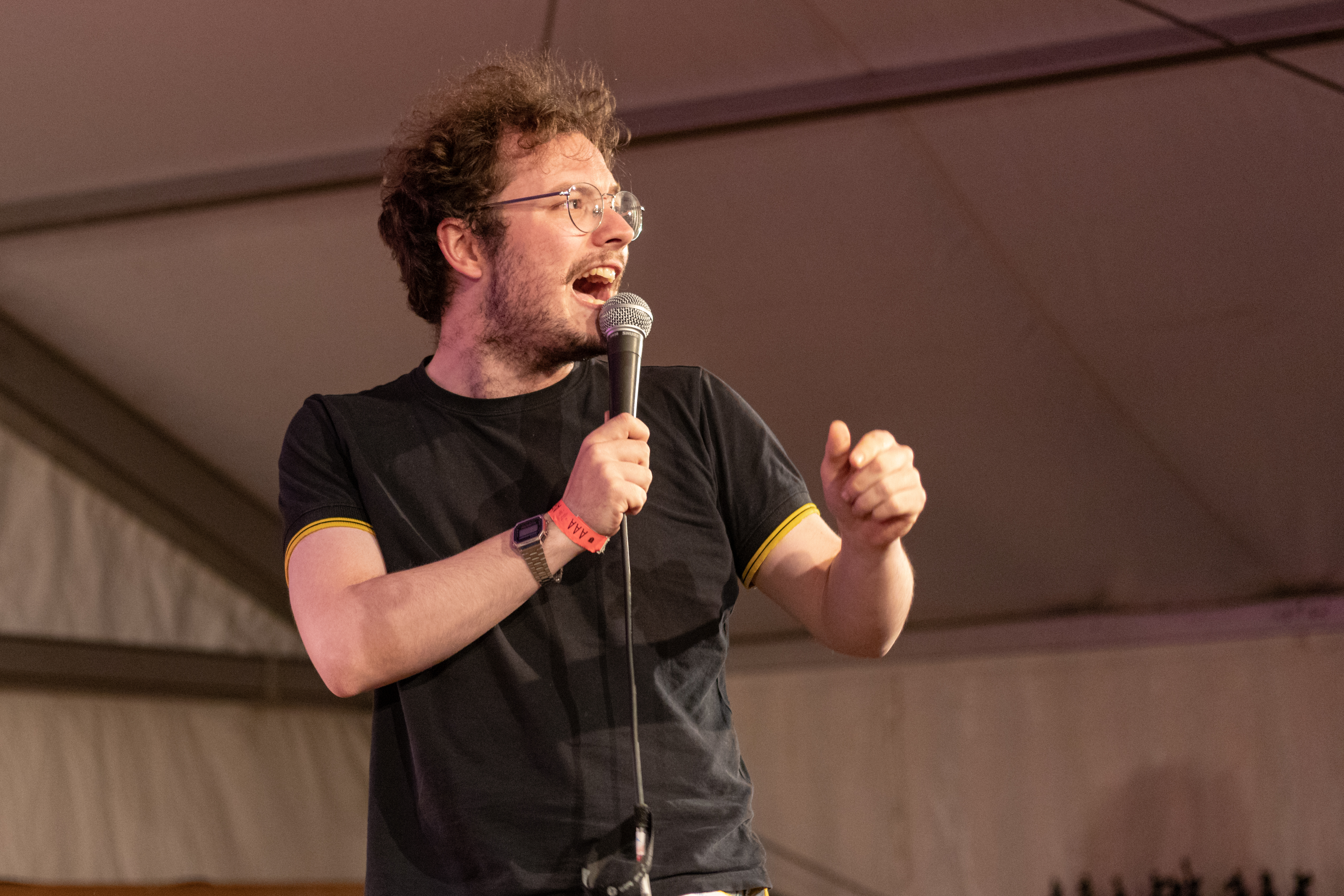
Jason Bartsch am Haldern Pop Festival 2019.

Jason Bartsch (* 4. November 1994 in Solingen) ist ein deutscher Lyriker, Slam-Poet, Musiker und Moderator.

## Leben und künstlerisches Schaffen

### Bühnenliteratur
Im Poetry Slam feierte Bartsch mit seinen Spoken-Word-Texten einen ersten großen Erfolg 2013, als er bei den ersten eigenständigen deutschsprachigen U20-Meisterschaften in Kiel das Finale erreichte. Es folgten zahlreiche Siege bei regionalen Slams, Teilnahmen an Meisterschaften sowie, nachdem er im Vorjahr in Mönchengladbach beim Sieg von Sandra Da Vina auf dem zweiten Platz gelandet war, 2015 in Münster der Sieg bei den nordrhein-westfälischen Landesmeisterschaften (NRW-Slam). Im Folgejahr war er in Bochum Mitausrichter der Landesmeisterschaften und moderierte gemeinsam mit Sebastian 23 das Finale im ausverkauften Schauspielhaus Bochum.
2014 wirkte er unter der Leitung von Lars Ruppel und Robbie Q. Telfer im Auftrag des Amerikanischen Institutes bei einem literarischen Austauschprojekt namens Wort.Word.Lich mit. Ihr abendfüllendes Programm griff die deutsch-amerikanische Beziehung auf. Ebenfalls am Projekt beteiligt waren Marco von Damghan und Fatima Moumouni.
Er ist festes Mitglied der regelmäßigen Slam-Lesebühnen Unendlich viele Affen (mit Theresa Hahl, Sebastian 23, Jan Philipp Zymny und DJ Jean-Jacques Plastique) in Bochum und Das Baby ist optional (mit Henrike Klehr, Johannes Floehr und Yannick Steinkellner) in Oberhausen.
2017 geht er mit seinem ersten Programm namens Heiterkeit als Recht auf Freizeit auf Tour.
In Hamburg sowie im Ruhrgebiet moderiert Bartsch inzwischen zahlreiche Literaturveranstaltungen.

### Gedruckte Literatur
2012 erhielt er den Postpoetry-Preis in der Kategorie Nachwuchsdichter, regelmäßig wirkt er beim Treffen Junger Autoren mit und ist dort zweifacher Preisträger (2013 & 2015). 2015 wurde er mit dem Nachwuchsförderpreis des Landes Nordrhein-Westfalen in der Kategorie Literatur ausgezeichnet. Seine Prosa und Lyrik sind in diversen Anthologien abgedruckt worden. 2015 erschien sein Text Sätze über Planken im Jahrbuch der Lyrik. Er ist Herausgeber der Anthologie Tintenfrische 2 (Lektora-Verlag), in der Beiträge junger Slam Poeten gesammelt sind.

### Musik
Bartsch war Sänger und Gitarrist der 2012 gegründeten Dortmunder Postpunk-Band Empire Years, die weiteren Mitglieder sind Aaron Beer und Adrian Busch. Noch im Gründungsjahr veröffentlichte das Trio die EP Cave Man, 2014 folgte Come Alive. Im Sommer 2016 folgte Bartschs erste Solo-CD Man schaut sich viel zu selten in die Augen und denkt, es ist schon okay so. Im März 2020 gab das Musik-Duo Das Lumpenpack während eines Quarantäne-Konzerts bekannt, dass Jason Bartsch fortan als Gitarrist und Keyboarder zur Band gehören würde. Bartsch war zuvor bereits als Tour-Support für Das Lumpenpack aufgetreten.

### Sonstiges
Sein gemeinsam mit Patrick Praschma umgesetzter Poetry Clip Manche Probleme nahm 2016 beim Zebra Poetry Film Festival in Münster in der Kategorie Bester Poesiefilm teil. 2016 brachte er sein Live-Hörspiel Songs for the Dead auf die Bühne, es wirkten unter anderem Sebastian 23, Andy Strauß und Jule Weber als Sprecher mit. Bartsch war freier Autor bei der Musikzeitschrift spex.

## Auszeichnungen
- 2012: Postpoetry-Preis in der Kategorie Nachwuchsdichter
- 2013/2015: Preisträger des Treffens Junger Autoren
- 2013: Finalist der deutschsprachigen U20-Slam-Meisterschaften in Kiel
- 2015: Sieger NRW-Slam in Münster
- 2015: Nachwuchsförderpreis NRW in der Kategorie Literatur
- 2017: Finalist der deutschsprachigen Slam-Meisterschaften in Hannover

## Veröffentlichungen (Auswahl)

### Musikalben
- 2017: 4478 Bochum
- 2020: Eine Idee für das Klappen aller Dinge